# Afrocneros mundus
Afrocneros mundus är en tvåvingeart som först beskrevs av Friedrich Hermann Loew 1863.  Afrocneros mundus ingår i släktet Afrocneros och familjen borrflugor. Inga underarter finns listade i Catalogue of Life.